# Ardisia harmandii
Ardisia harmandii är en viveväxtart som beskrevs av Jean Baptiste Louis Pierre och Pitard. Ardisia harmandii ingår i släktet Ardisia och familjen viveväxter. Inga underarter finns listade i Catalogue of Life.